# Garlopa
Uma garlopa, também denominada garlopa de juntas, é uma ferramenta de carpintaria e marcenaria, que consiste numa plaina manual de grandes dimensões. Serve para para alisar, desempenar e limpar as peças de madeiras, bem como para lhes tirar as últimas aparas, a que se dá o nome de fitas, por molde a juntar bem as peças de madeiras entre si na fase do aparelhamento.

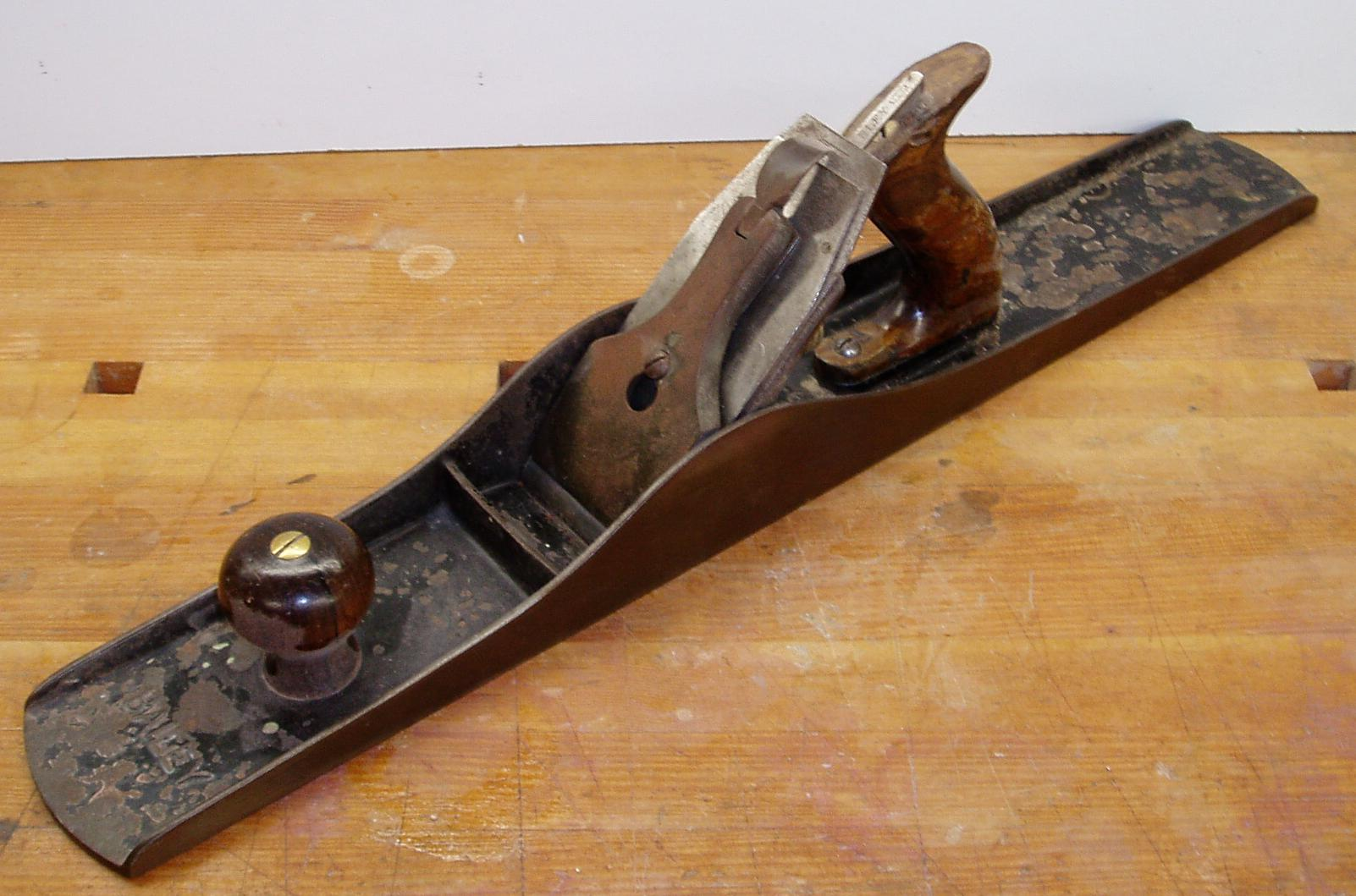
Garlopa

## Etimologia
A palavra «garlopa» entrou no português por via do castelhano garlopa, que por seu turno obteve a palavra por via do provençal garlopo e este, por fim, por via do holandês antigo voorlop.

## Feitio
A garlopa mede 60 centímetros de comprimento e é composta por um corpo, que tanto pode ser de madeira ou metal, geralmente de formato paralelepipédico, a que se chama «cepo». Ao centro do cepo há uma abertura, que dá pelo nome de «boca da garlopa», que tem uma inclinação de 45º e é onde se aloja a lâmina da garlopa, geralmente denominada «ferro».
Dispõe, ainda, de uma asa na parte superior, que serve de pega ao marceneiro, para segurar e manejar esta ferramenta com a mão direita, enquanto usa a mão esquerda para ajudar a guiar a ferramenta. A mão esquerda assenta numa peça chamada «cunha», que fica à frente da asa e que entra na boca da garlopa, servindo para manter o ferro na posição certa, por meio de golpes de martelo.
No que toca ao ferro ou lâmina da garlopa, trata-se de uma lâmina dupla, de maneira que à lâmina superior, que cobre a lâmina principal, dá pelo nome de «capa». O ferro da garlopa tem o fio ou gume virado para cima e distante 1 milímetro da capa. A capa, pode estar fixada segura ao ferro por um parafuso.

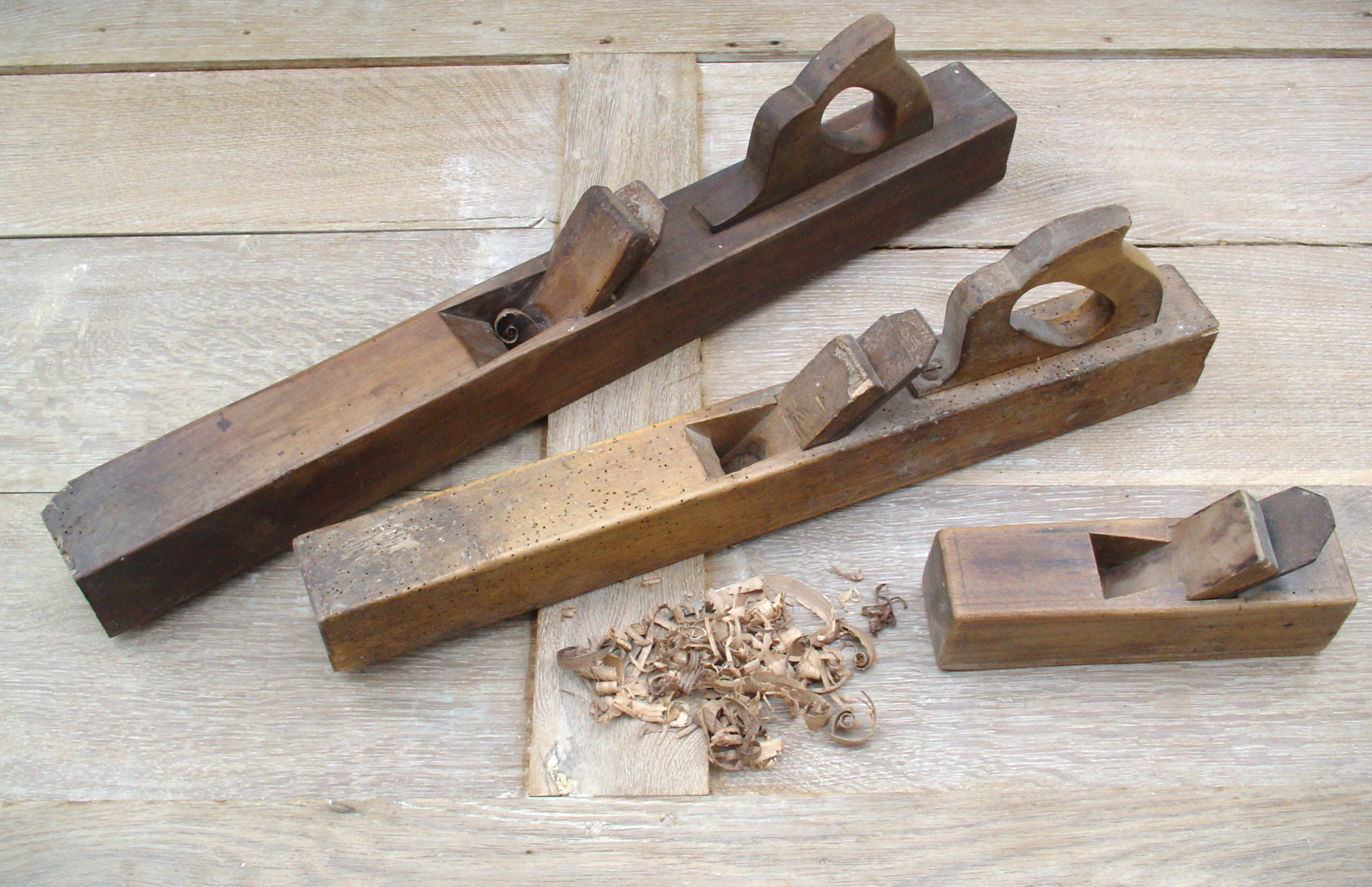
Diferentes variedades de garlopas

O ferro pode estar encaixado ao longo de um rasgo longitudinal, com um parafuso regulador unido ao fio da capa, de maneira a que, ao desapertar a porca em que remata o parafuso regulador, se possa ajustar o ferro, ora subindo ou descendo ao longo do parafuso. Ao chegar à posição pretendida, volta-se a apertar a porca, para fixar o ferro.
Esta ferramenta serve para finalizar o aparelhamento das diversas peças de madeira. É importante que o ferro esteja muito bem afiado, e o mais direito possível e com os dois cantos, a que se chamam «gaviões», ligeiramente torneados, por molde a que as aparas saiam o mais finas e largas possível, regulares em toda a medida e a não deixar a madeira com sulcos. A este tipo de aparas chama-se «fitas».

## Variantes

### Junteira
A junteira (também grafada juntoura e juntoira) é uma espécie de plaina grande, do tipo das garlopas, semelhante à plaina guilherme, que serve para abrir juntas nas tábuas e peças de madeira, cavando nelas um ângulo reto, a fim de as endireitar. 

## Defeitos das garlopas
As garlopas podem apresentar os seguintes tipos de defeitos:
- Em relação ao cepo[14]:

i) podem ter a base empenada ou torta; 
ii) podem ter a boca muito larga ou demasiado estreita;  
iii) podem ter a boca muito sutada à frente, na parte em que assenta o ferro; 
iv) podem ter pouca suta na base; 
v) podem ser convexas ou côncavas na base em que assenta o ferro; 
v) podem ser impróprias para o tipo da madeira que se está a trabalhar; 
- em relação à cunha[14]:

i) podem ter a ponta demasiado comprida, curta, fina ou grossa; 
ii) podem ter a ponta aberta na parte de baixo; 
ii) podem pecar por irregularidade no aperto do parafuso regulador; 
- em relação ao ferro[14]:

i) o corte pode ser sulcado, às lombas ou ser irregular;
ii) o chanfro pode não ter o tamanho adequado; 
iii) pode ter a base torta; 
- em relação à capa[14]:

i) a ponta pode não ter a grossura adequada; 
ii) a ponta pode estar fora do esquadro;
iii) a base pode não se apertar bem à capa; 